# Narodni park Tadžik
Narodni park Tadžik (tadžiško Боғи миллии Тоҷикистон, latinizirano: Boghi millii Tojikiston; rusko Таджикский национальный парк, latinizirano: Tadzhikskiy natsional'nyy park) je narodni park in naravni rezervat v vzhodnem Tadžikistanu. Ustanovljen je bil leta 1992 in razširjen leta 2001, da je vključil dele gorovja Pamir. Park obsega 26.116,74 kvadratnih kilometrov ali nekaj več kot 18 odstotkov celotne površine Tadžikistana.

## Zgodovina
Od leta 1989 do 1992 je Anvar J. Buzurukov (kot vodja oddelka za zavarovana območja Ministrstva za okolje) sprožil, načrtoval in vodil (v okviru mednarodnega znanstvenega tabora Pamir-90) znanstvene študije izvedljivosti za vzpostavitev prvih narodnih in naravnih parkov v Tadžikistanski sovjetski socialistični republiki. Območje 12.000 kvadratnih kilometrov je bilo s sklepom št. 267 vlade Tadžikistana 20. julija 1992 razglašeno za narodni park Tadžik. Leto prej je ista ekipa ustanovila prvi naravni rezervat v Tadžikistanu, Naravni park Širkent.
Leta 2001 je bilo območje narodnega parka Tadžik povečano na 26.116,74 kvadratnih kilometrov z odredbo vlade Republike Tadžikistan št. 253.

## Ekologija in divje živali
Narodni park predstavlja mešanico stepe, puščave, travišč in alpskih regij. Ima dolge hladne zime in hladna poletja, s povprečno letno količino padavin 12,7 cm.
Vrste, za katere je znano, da živijo v narodnem parku, vključujejo rjavega medveda, snežnega leoparda, volkove, vijeroga koze, ovce Marka Pola (Ovis ammon polii), rjavoglave galebe (Chroicocephalus brunnicephalus) in tibetanske gosi (Anser indicus).

## Status svetovne dediščine
Narodni park Tadžik je eno največjih visokogorskih zavarovanih območij na Palearktiku. Fedčenkov ledenik je največji preostali dolinski ledenik v Evraziji. Ozemlje narodnega parka Tadžik pripada državi Tadžikistan in ima najvišji status zaščite v državi.
Odbor za svetovno dediščino je kot značilno značilnost poudaril velikansko velikost območja z gorsko-alpsko puščavsko pokrajino, daleč od poselitve ljudi. To vodi do visoke stopnje telesne integritete. Osrednje območje parka predstavlja 78 odstotkov, odstotek, ki ga redko najdemo na katerem koli drugem območju svetovne dediščine. Zato je bilo kompenzacijsko območje izpuščeno; namesto tega so bila na obrobju parka razvrščena le tri območja omejene rabe.
Leta 2008 je bil narodni park predložen Unescu z namenom, da postane svetovna dediščina. Leta 2013 je bil park vpisan kot svetovna dediščina.
- Pamir
- Zemljevid vzhodnega Tadžikistana in gorovja Pamir, ki prikazuje narodni park, obrobljen z zeleno
- Zgodovinska fotografija Nemca leta 1938 z lobanjo argalija (Nemška odprava na Tibet 1938/39): Fotografija je bila posneta v Tibetu - Argali je razširjen v visokogorju celotne Srednje Azije